# Aire de protection environnementale

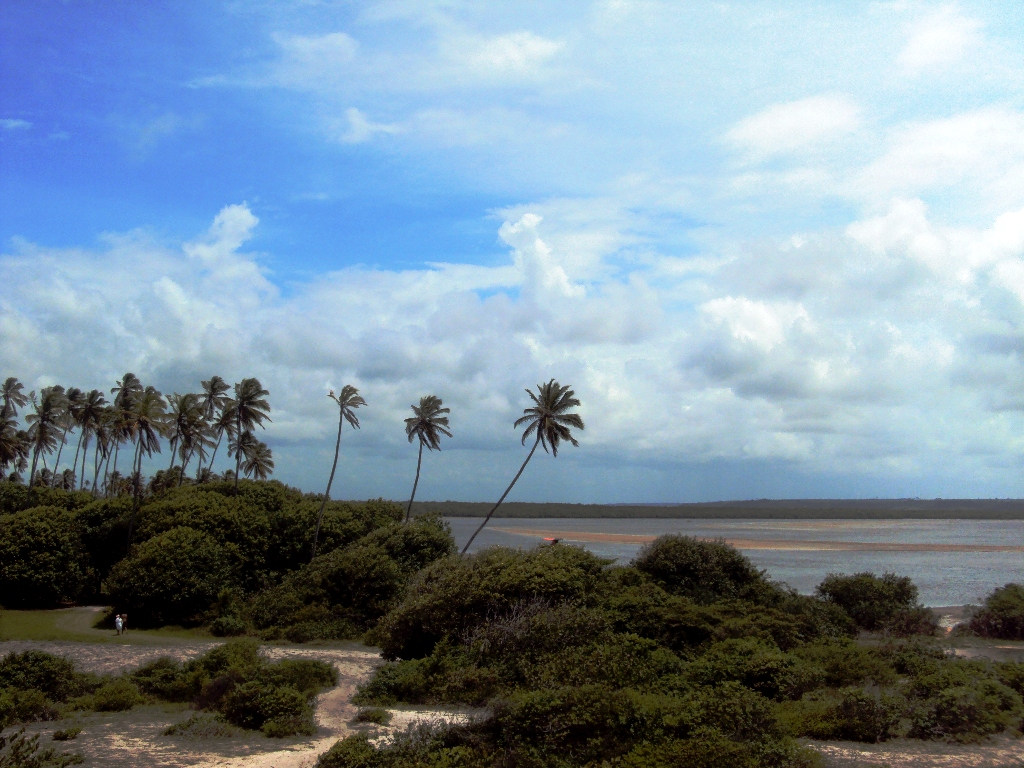
Aire de protection environnementale de Barra do Rio Mamanguape

Une aire de protection environnementale (portugais : Área de proteção ambiental : APA) est un type d'aire protégée au Brésil qui connaît un certain degré d'occupation humaine, mais où l'objectif principal est la protection de l'environnement. L’occupation humaine est surveillée et contrôlée. Ce type d'aire protégée en contient souvent d’autres qui peuvent être protégées plus strictement.